# Bundesstraße 27
Die Bundesstraße 27 (Abkürzung: B 27) führt von Blankenburg im Harz über Göttingen, Fulda, Würzburg, Tauberbischofsheim, Mosbach, Heilbronn, Stuttgart, Tübingen, Balingen und Villingen-Schwenningen mit einem Unterbruch über die Schweizer Hauptstrasse 4 bis zur Schweizer Grenze bei Lottstetten. Die B 27 ist zwischen Bad Dürrheim (Einmündung B 33) und dem Dreieck Donaueschingen (A 864) ein Teilstück der Europastraße 531 Offenburg – Bad Dürrheim.
Die Gesamtlänge der B 27 beträgt 673 km, wovon 362 km auf den ersten Abschnitt zwischen Blankenburg und Würzburg, 303 km auf den zweiten Teil zwischen Tauberbischofsheim und der Schweizer Grenze bei Neuhaus am Randen und acht Kilometer auf den letzten Abschnitt im sogenannten Jestetter Zipfel zwischen Altenburg und Lottstetten entfallen. Der durch die Bundesautobahn 81 ersetzte Teil der B 27 zwischen Würzburg und Tauberbischofsheim beträgt 21 km.

## Geschichte
Die Bundesstraße 27 geht auf die 1932 eingeführte Fernverkehrsstraße 27, in der NS-Zeit in Reichsstraße 27 umbenannt, zurück. Diese verknüpfte Teilstrecken mit völlig unterschiedlicher Entstehungsgeschichte.

### Blankenburg–Göttingen

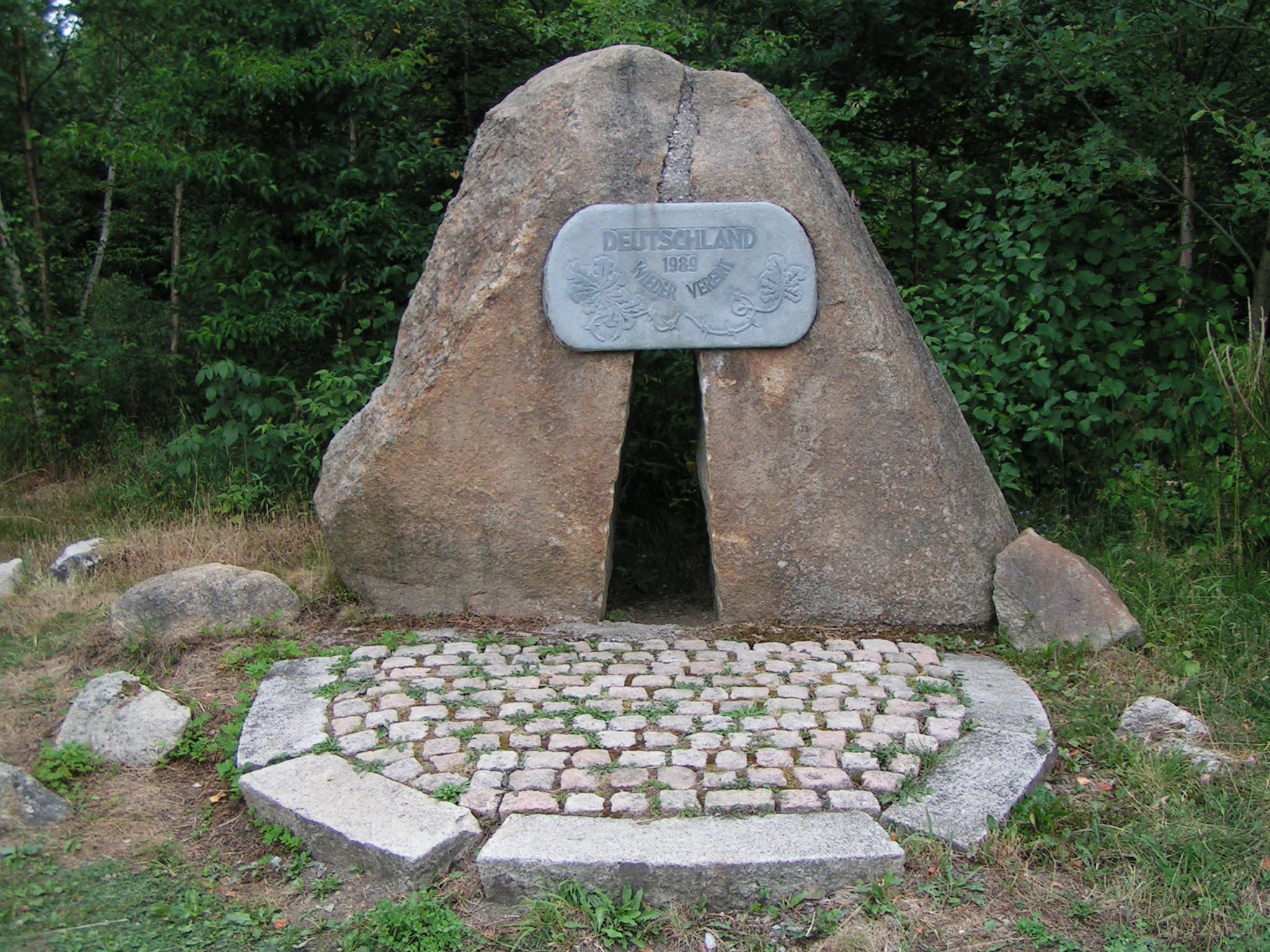
Mahnmal zur deutschen Teilung und Wiedervereinigung an der ehemaligen innerdeutschen Grenze

Der nördlichste Streckenabschnitt zwischen Blankenburg und Göttingen ist zugleich der jüngste. Während das Teilstück zwischen Blankenburg und Elbingerode (die Elbingeröder Straße) bereits 1837 eröffnet wurde, konnte der letzte Streckenabschnitt zwischen Elbingerode und Bad Lauterberg im Harz in den 1860er Jahren vollendet werden. Bereits während die R 27 eingerichtet wurde, wurde sie zwischen Odertaler Sägemühle und Bad Lauterberg verlegt, da die ursprüngliche Trasse in der Odertalsperre unterging.
Zwischen Elend und Braunlage war die B 27 durch die innerdeutsche Grenze bis 1989 unterbrochen. Nach der Grenzöffnung befand sich an der B 27 eine Kontrollstelle, der Übergang war zunächst nur für Fußgänger geöffnet. Inzwischen ist durch eine Betonbrücke die Bremke als einstiger Grenzverlauf überwunden worden und die B 27 für den Straßenverkehr geöffnet. An die Grenze erinnert dort das Grenzdenkmal Elend.
In den 1970er Jahren wurde die B 243 im Südharzraum verlegt. Im Zuge dessen wurde auch die B 27 zwischen Bad Lauterberg und Herzberg autobahnähnlich gebaut. Noch bis in die 1960er Jahre war geplant, auch die B 27 bis Göttingen autobahnähnlich fortzuführen oder durch die A 388 zu ersetzen. Stattdessen wurde sie teilweise kreuzungsfrei neugebaut, aber nur um Ebergötzen (zusammen mit der B 446) autobahnähnlich realisiert. In Waake wurde die Straße in den 1970ern verbreitert, aber nicht um den Ort verlegt; daher wurde 2010 bis 2015 eine dreispurige, autobahnähnliche Ortsumgehung gebaut. 1974 wurde ein neuer Streckenabschnitt der B 27 über den Kamm des Rotenberges übergeben, der den alten engen und kurvenreichen Straßenabschnitt ersetzte. Eine Brücke für den historischen Fastweg überspannt dabei die B 27 in 13 Metern Höhe.
In den 2000er Jahren entstand die Abfahrt Blankenburg-Ost an der damaligen Bundesstraße 6n (jetzt Bundesautobahn 36), welche seitdem den neuen Beginn der B 27 darstellt. Diese wurde zum 1. Januar 2019 zur A 36 aufgestuft.
Zum 1. Januar 2019 wurde die Bundesstraße zwischen der Kreuzung Göttingen-Weende (ehemals Bundesautobahn 388) und der Anschlussstelle Friedland an der A 38 aufgelöst, da in diesem Abschnitt die überregionale Bedeutung durch die Bundesautobahnen 7 und 38 (ehemals Bundesstraße 524) wahrgenommen wird. Innerhalb Göttingens verbleibt bisher dennoch die B 3, die jedoch hier auch keine überregionale Funktion innehat, während alles südlich davon gelegene zu Landesstraßen herabgestuft wird.

### Der „Abtsweg“ (Fulda–Hammelburg)

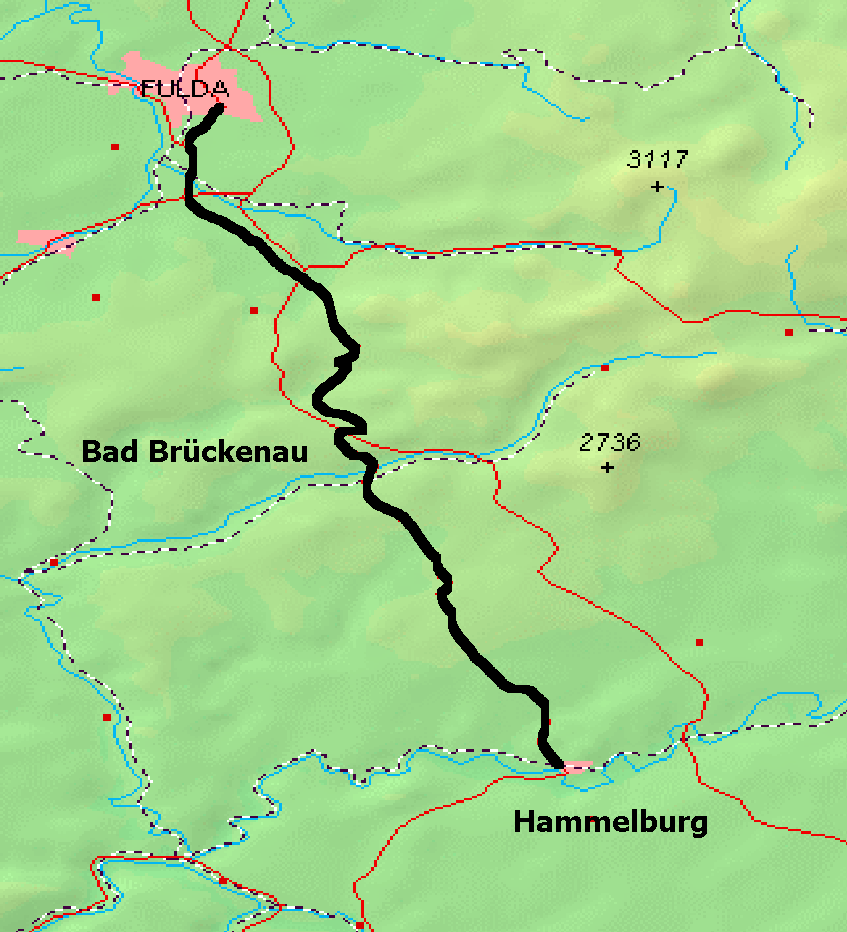
Der „Abtsweg“ von Fulda nach Hammelburg wurde zwischen 1779 und 1785 erbaut

Die Landstraße zwischen Fulda und Hammelburg wurde zwischen 1779 und 1785 auf Anweisung des Fuldaer Fürstbischofs Heinrich von Bibra als zweite Straße seines Landes zu einer Chaussee ausgebaut. Sie galt damals wegen ihrer Breite als sensationell und wurde von vielen Fuhrleuten als technische Meisterleistung gerühmt. Dennoch wurde ein Teilstück dieser Straße bei Motten zwischen 1898 und 1902 durch eine kurvenreiche, aber steigungsarme Neubaustrecke ersetzt.
Im Abschnitt zwischen Bad Brückenau (Abzweig der Staatsstraße nach Jossa) und Hammelburg führt die B 27 durch das Land der Fuldaer Fürstbischöfe und ist landschaftlich sehr reizvoll. Die Strecke ist teilweise noch nicht ausgebaut, kurvig und hügelig. Die Trassenführung zeigt dabei noch den Charakter einer alten Landstraße und durchschneidet mehrmals große Waldgebiete (Neuwirtshauser Forst, Staatsforst Geiersnest, Aussichtspunkt Büchelberg). Dabei tangiert sie geschichtsträchtiges Land und trifft bei Hammelburg erstmals auf fränkisches Weinbaugebiet.
Im Bereich Hammelburg kam es – besonders in den 1960er Jahren – zu großen Staus im Stadtgebiet an der Kreuzung mit der B 287, da die B 27 bis zur Fertigstellung der A 7 besonders vom Schwerlastverkehr als Ausweichroute von Fulda nach Würzburg (ohne Umweg über A 5/A 3) benutzt wurde. Heute führt die B 27 insbesondere zwischen Bad Brückenau und Hammelburg ein eher beschauliches, regionales Verkehrsaufkommen.
Bis zur Erweiterung des Truppenübungsplatzes Hammelburg 1937 durch die deutsche Wehrmacht folgte der Verlauf der B 27 durch dieses Gebiet über die Orte Bonnland und Hundsfeld und führte die Reichsstraße am südwestlichen Ende des heutigen Truppenübungsplatzes bei Hundsbach aus diesem Gebiet heraus, wo sie unweit des Ortes über Bühler, Münster und Aschfeld bei Eußenheim wieder auf die heutige Streckenführung traf. Nach der Einrichtung des Truppenübungsplatzes wurde die Trassenführung von Hammelburg unterhalb Schloss Saaleck über Obereschenbach, Sodenberg, Höllrich, Heßdorf (Abzweig Staatsstraße nach Gemünden am Main) in Richtung Karlstadt geändert. Die Reste der alten, ehemaligen Strecke wurden von der Bundeswehr seit den 1960er Jahren als Anfahrt zu den Übungszielen ausgebaut. Die heutige Route ist als eigenständige Strecke zwischen Hammelburg über das Lager Hammelburg und Gauaschach nach Arnstein (B 26) als Staatsstraße und kürzeste Verbindung zwischen Hammelburg und Würzburg ausgewiesen.
Laut Bayr. Verkehrsministerium aus einem Beschluss des Jahres 2013 wurde die B 27 zwischen der Anschlussstelle Bad Brückenau-Volkers der A 7 sowie Hammelburg die Bundesstraße auf fast 37 km Länge aufgrund der fehlenden überregionalen Bedeutung, der veraltenden Streckenführung und des unausgebauten Zustandes sowie der fast parallel laufenden Streckenführung zur A 7 zu einer Staatsstraße herabgestuft. Zwischen Fulda und Würzburg verliert die B 27 dadurch ihre einstige Funktion als historische Nord-Süd-Verbindung.

### Würzburg–Stuttgart
Die ehemalige Badische Staatsstraße Nr. 4 führte von Würzburg aus über Mosbach nach Wiesenbach und mündete dort in die Badische Staatsstraße Nr. 3 nach Heidelberg.
Die Landstraße von Würzburg nach Tauberbischofsheim wurde 1755 zur Kunststraße ausgebaut. Deren Weiterbau über Walldürn nach Buchen konnte erst von 1806 bis 1909 unter badischer Oberhoheit erfolgen.
Die ehemalige Württembergische Staatsstraße Nr. 1 führte von Heilbronn nach Stuttgart und wurde um 1772 zu einer befestigten Kunststraße (Chaussee) ausgebaut. Ihr südlicher Streckenabschnitt zwischen den württembergischen Residenzstädten Ludwigsburg und Stuttgart wurde bereits 1737 als erste württembergische Straße zu einer Chaussee ausgebaut.
In Ludwigsburg führt die B 27 durch bewohntes Gebiet, aufgrund der hohen Verkehrsbelastung gibt es Diskussionen um eine Verringerung dieser Belastung zumindest im Stadtteil Eglosheim. Eine Variante sieht eine Parallelführung mit der A 81 vor, wobei mindestens die B 27 überdeckelt werden soll, da dieser Vorschlag aber für Widerstände bei den betroffenen Anwohnern sorgt, hat eine Bürgerinitiative einen Tunnel etwa unter dem derzeitigen Verlauf vorgeschlagen.

### „Schweizer Straße“

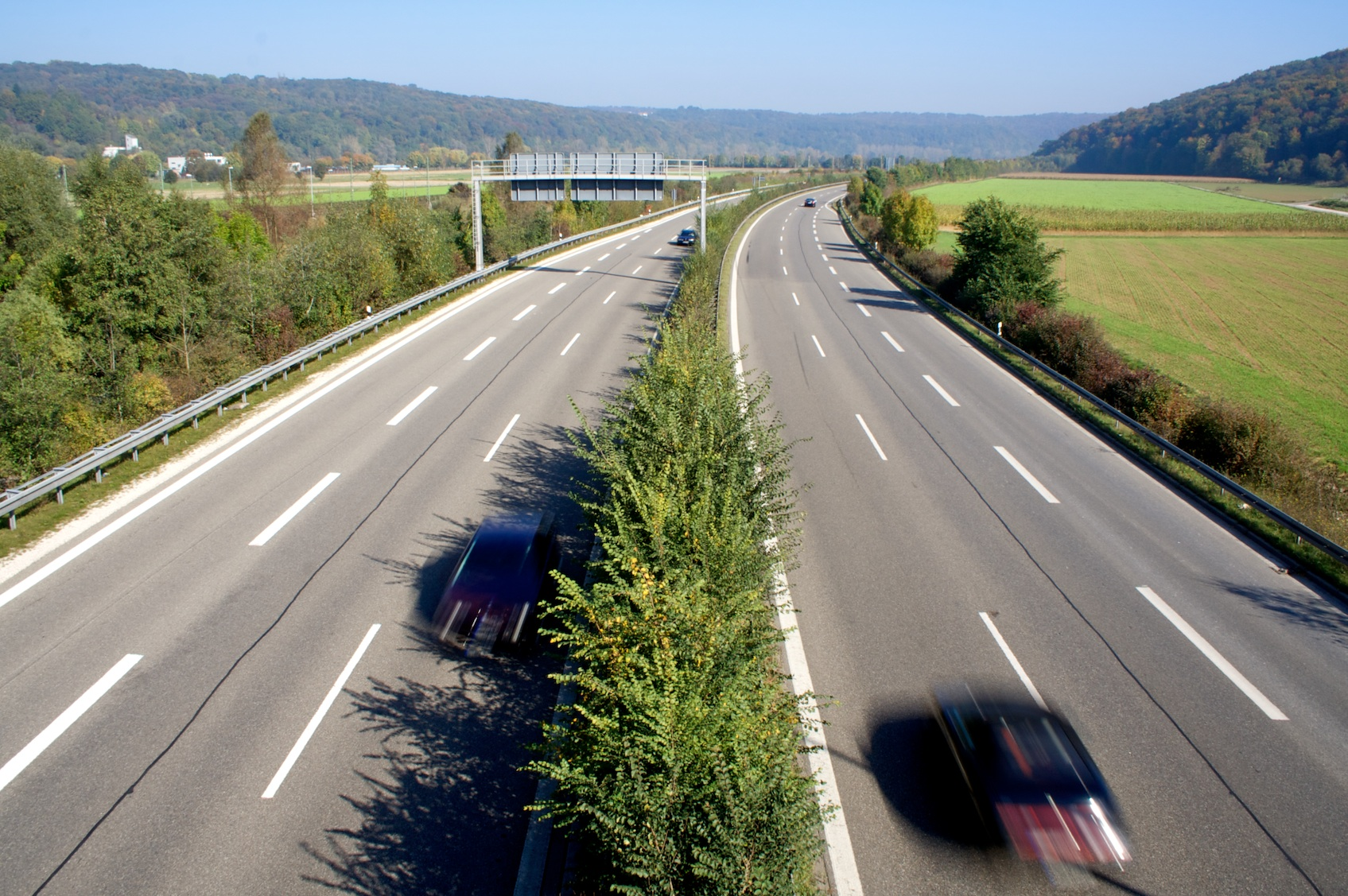
B 27 bei Tübingen-Lustnau

Südlich von Stuttgart verläuft die Strecke bis Schömberg auf der ehemaligen Schweizer Straße. Diese wurde als eine der Hauptverkehrsadern Württembergs bereits im 18. Jahrhundert zur Chaussee ausgebaut. Die ausgebaute Chaussee führte im Jahre 1777 von Cannstatt über Stuttgart, Tübingen, Hechingen und Balingen bis Dotternhausen. Ab dem 1784 erreichten Schömberg führte die Schweizer Straße über Wellendingen, Spaichingen, Tuttlingen, den Witthoh, Engen und Hilzingen nach Schaffhausen.
Zwischen 1841 und 1845 wurde die Streckenführung zwischen Dettenhausen und Lustnau verlegt: Anstelle der alten Direktverbindung wurde eine weniger steile Streckenführung über Bebenhausen gewählt. In den Jahren 1927 und 1928 wurde die alte Steinstraße asphaltiert, Reste des alten Kopfsteinpflasters sind zum Beispiel nördlich von Bebenhausen als Parkbuchten erhalten. 1938 wurde die Tübinger Umgehungsstraße fertiggestellt.

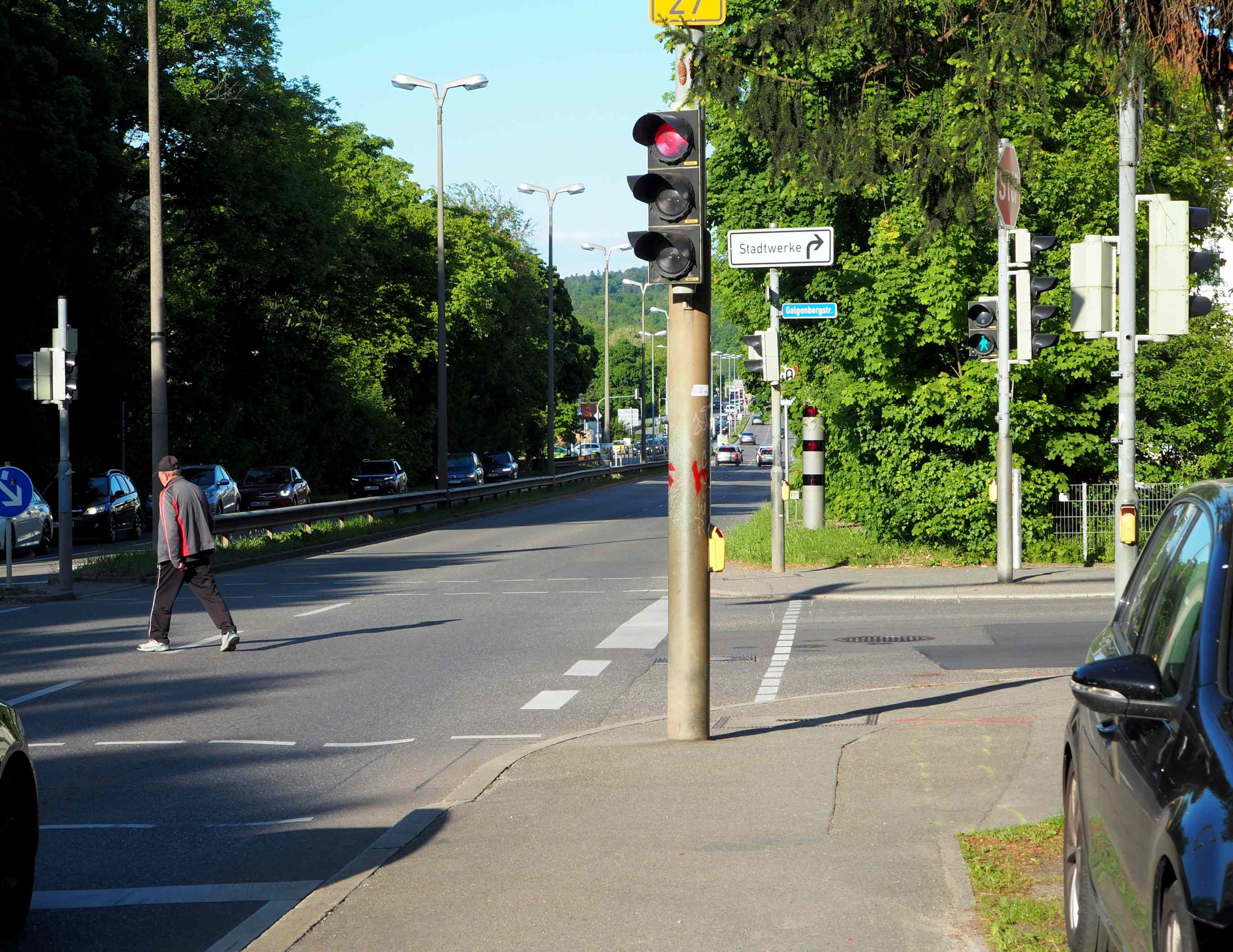
Ortsdurchfahrt Südstadt (Tübingen)

Zwischen 1979 und 1994 wurde die Streckenführung zwischen Stuttgart und Tübingen geändert, autobahnartig ausgebaut und in drei Abschnitten freigegeben (1979 von Echterdingen bis Filderstadt, 1984 von Filderstadt bis Kirchentellinsfurt, 1994 von Kirchentellinsfurt bis Tübingen). Die Strecke war in den 1970er Jahren zunächst als A 83 geplant worden und wurde in den 1980er Jahren auch so bezeichnet. Eine weitere Bezeichnung war „B 27 neu“ oder „B 27 n“, um die Strecke von der alten, durch den Schönbuch verlaufenden B 27 zu unterscheiden. Seit der kompletten Fertigstellung der vierstreifigen B 27 zwischen Stuttgart und Tübingen hat die alte B 27 keinen Bundesstraßenstatus mehr, wird aber nach wie vor noch als „alte B 27“ bezeichnet. Für den Abschnitt zwischen Leinfelden-Echterdingen-Nord und Aich wurde Anfang 2018 der Planungsauftrag für den sechsspurigen Ausbau europaweit ausgeschrieben.

### Jüngere Entwicklung
Nach der Einführung der Lkw-Maut am 1. Januar 2005 stieg wie auf vielen anderen Bundesstraßen der Schwerlastverkehr sprunghaft an. Da der Streckenverlauf von Göttingen bis Würzburg parallel der Bundesautobahn 7 verläuft und die B 27 seit langem als Ausweichroute gilt, ist auf diesem Abschnitt die Verkehrslast deutlich angestiegen. Aufgrund von überschrittenen EU-Grenzwerten zur Lärmbelastung hat das Hessische Verkehrsministerium im August 2005 die Strecke von der Anschlussstelle Friedland (A 38) bis zur Anschlussstelle Fulda-Nord (A 7) für den Lkw-Durchgangsverkehr ganztägig gesperrt, sodass ein Ausweichen von der A 7 auf die B 27 nicht mehr erlaubt ist.
Am 4. November 2006 wurde ein 3,7 Kilometer langer Abschnitt des Ausbaus zwischen Tübingen und Dußlingen freigegeben, im Juli 2014 folgte die Freigabe bis Umspannwerk Nehren einschließlich eines 500 Meter langen Tunnels durch Dußlingen. Der weitere Ausbau in der Region (Schindhaubasistunnel, Umfahrung von Ofterdingen und Bad Sebastiansweiler) befindet sich derzeit in der Genehmigungsplanung bzw. im Planfeststellungsverfahren.
Bis 2017 wurden die Ortsumfahrungen im Hauneck zwischen der Anschlussstelle Bad Hersfeld (A 4) und Hauneck-Sieglos realisiert. Die etwa 6 km lange Trasse ist der letzte Abschnitt des seit Ende der 1970er Jahre durchgeführten Umbaus der alten B 27 zwischen der Anschlussstelle Fulda-Nord (A 7) und der A 4 durch das Haunetal.
Seit 2013 gilt auf der gesamten Teilstrecke Stuttgart–Tübingen ein Tempolimit von 120 km/h, seit April 2015 auch auf dem autobahnähnlichen Abschnitt zwischen Bodelshausen und Balingen. Auf dem Teilabschnitt zwischen Degerloch und Aichtal waren bereits seit Mitte 1995 Wechselverkehrszeichen in Betrieb.
Bei einer Verkehrszählung am 21. Oktober 2014 passierten 83.333 Fahrzeuge am Echterdinger Ei auf der B 27 die Stadtgrenze Stuttgarts.

## Lkw-Maut

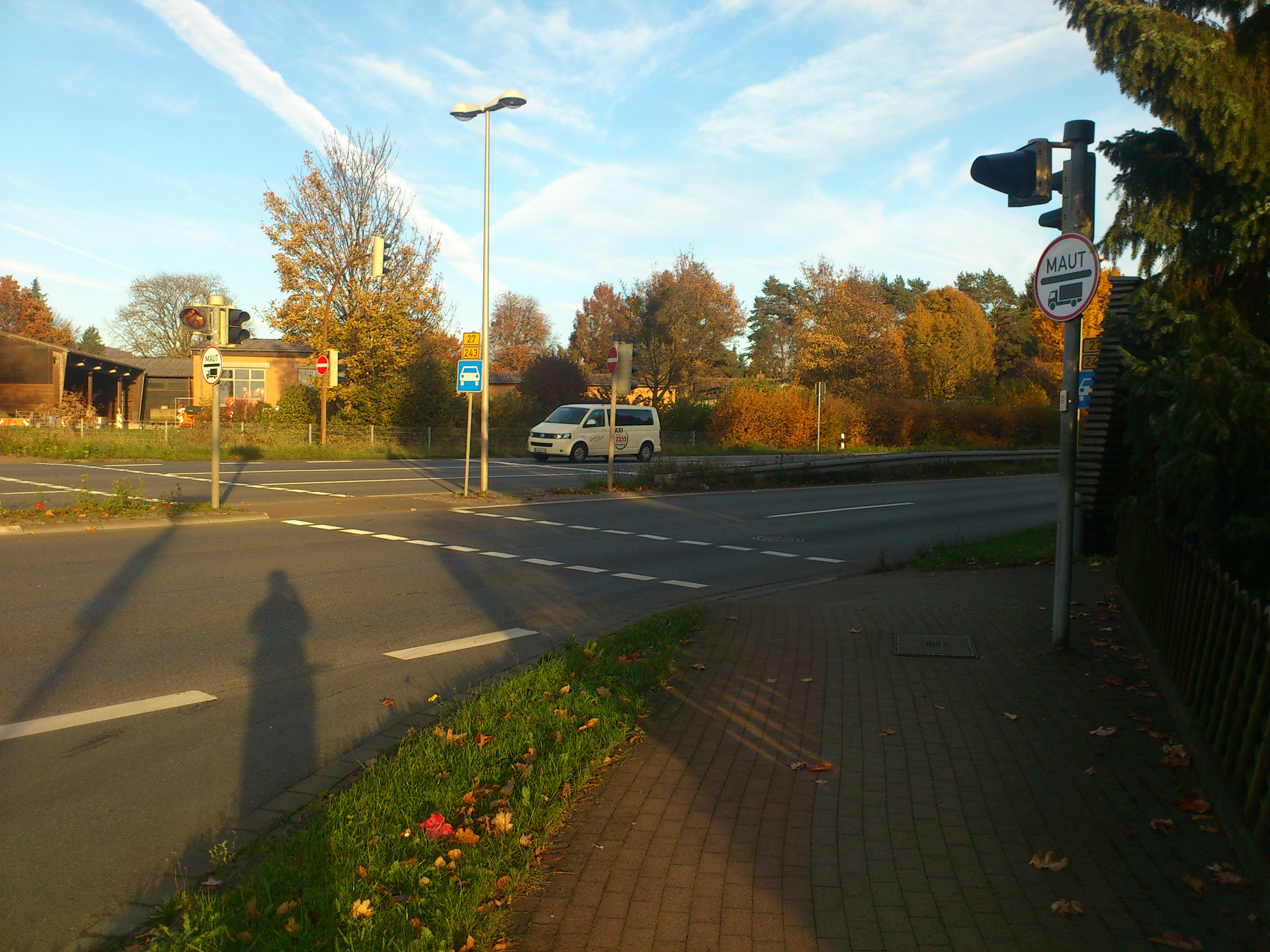
Die Bundesstraßen 27 und 243 am Ortsausgang Herzberg in Fahrtrichtung Braunlage (27) bzw. Nordhausen (243). Frisch installiert das LKW-Maut-Zeichen am Beginn der autobahnähnlichen Straße.

Seit 2015 wird auf dem als Kraftfahrstraße ausgewiesenen Teilabschnitt von der AS Barbis bis zum Ortseingang Herzbergs eine Lkw-Maut erhoben. Dies geschah im Zuge der LKW-Maut der B 243. Hinter der Anschlussstelle Bad Lauterberg-West setzt sich die Maut auf der B 243 wieder fort.
Seit dem 1. Juli 2015 wird auf dem ebenfalls als Kraftfahrstraße ausgewiesenen Teilabschnitt vom Ortsausgang Göttingen zur AS Göttingen-Nord (ehemalige Bundesautobahn 388) und auf dem Teilstück zwischen Balingen und Bodelshausen Lkw-Maut erhoben.

## Ausbau und Planungen

### Ersetzungen
Der Abschnitt Würzburg/Kist–Gerchsheim–Tauberbischofsheim ist durch die A 81 ersetzt. Daraus resultierend erfolgte die Abstufung zur Staatsstraße St 578 (Bayern) bzw. Landesstraße L 578 (Baden-Württemberg).
Der Abschnitt zwischen Bargen und Neuhausen am Rheinfall verläuft auf Schweizer Staatsgebiet und ist die Autostrasse A4 beziehungsweise Hauptstrasse 4 im Schweizer Straßennetz und gehört somit nicht zur B 27.
Im Januar 2016 wurden die Abschnitte von der Anschlussstelle Fulda-Süd der A 66 bis zur Autobahnanschlussstelle Bad Brückenau-Volkers sowie zwischen den Einmündungen von B 286 und B 287 zur Staatsstraße herabgestuft, da sich der Verkehr auf die parallel verlaufende A 7 verlagert hat. Die Strecke zwischen den beiden herabgestuften Abschnitten wurde als Teil der B 286 ausgewiesen.

### Ausbauzustand
Die B 27 ist auf mehreren Abschnitten autobahnähnlich ausgebaut:

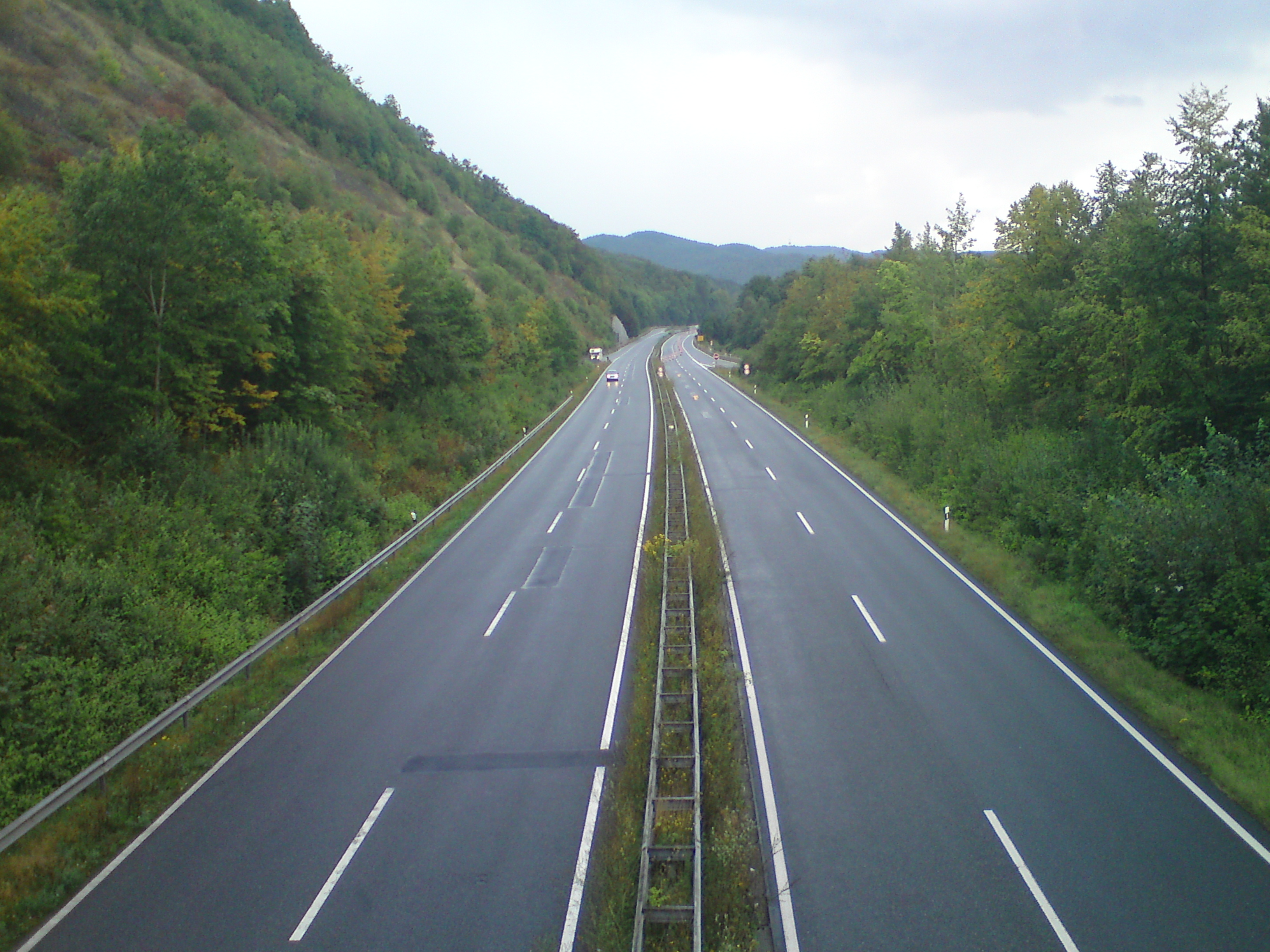
Gemeinsamer Verlauf mit der B 243 zwischen AS Barbis und AS Bad Lauterberg-West

- zwischen AS Bad Lauterberg-West und Herzberg (zusammen mit B 243)
- zwischen AS Ebergötzen-West und AS Ebergötzen-Ost (zusammen mit B 446)
- zwischen Göttingen und AS Göttingen-Nord (von 2003 bis 2018 nur alternative Streckenführung)
- zwischen Fulda-Bernhards und Fulda-Lehnerz sowie Fulda-Bronnzell und AS Fulda-Süd
- zwischen AS Veitshöchheim-Nord und Würzburg-Zellerau
- zwischen dem „Mosbacher Kreuz“ und Mosbach sowie in Teilen der Ortsdurchfahrt Mosbach
- zwischen Bad Friedrichshall und Heilbronn
- zwischen Bietigheim-Bissingen und der Autobahnausfahrt Ludwigsburg-Nord
- zwischen Ludwigsburg und AS Stuttgart-Zuffenhausen-Süd
- zwischen Stuttgart-Degerloch und Tübingen (Schweickhardtstraße)
- zwischen Tübingen (Bläsikelterweg) und dem Umspannwerk bei Nehren
- zwischen Bodelshausen und Balingen-Süd
- zwischen Neukirch und Rottweil (2 km an der Steigungsstrecke südlich von Neukirch)
- zwischen Lauffen und AS Villingen-Schwenningen (2,5 km am „Kreuz Villingen-Schwenningen“, als Bauvorleistung für die ehemals geplante A 83)
- zwischen AS Villingen-Schwenningen und Bad Dürrheim (Robert-Bosch-Str.)
- zwischen Bad Dürrheim (Scheffelstr.) und Donaueschingen-Ost (zusammen mit B 33)

### Planungen und Ausbau

#### Sachsen-Anhalt
- Teil-Ortsumgehung von Hüttenrode, 2,2 km (vordringlicher Bedarf, in Planung)

#### Niedersachsen
- Ortsumgehung Bad Lauterberg, 5,4 km (weiterer Bedarf, schwierig zu realisieren; momentan im Ort ausgebaut)
- Teilortsumgehung Bad Lauterberg-Aue, 2,6 km (vordringlicher Bedarf, 2010 fertiggestellt; zuvor nur im Ort ausgebaut)
- Ortsumgehung Herzberg, 5,5 km (weiterer Bedarf im Zuge der B 243; momentan im Ort sehr gut ausgebaut)
- Ortsumgehung Gieboldehausen, 1,7 km (weiterer Bedarf; momentan Teilortsumgehung)
- Ortsumgehung Waake, 2,5 km (weiterer Bedarf, in Bau seit 2010, fertiggestellt im Juli 2015, eröffnet am 18. August 2015; zuvor nur im Ort ausgebaut)

#### Hessen
- Ortsumgehung Ludwigsau/Friedlos, 3,8 km (vordringlicher Bedarf, in Planung)
- Ortsumgehung Neu-Eichenberg / Hebenshausen, 1,2 km (vordringlicher Bedarf, in Planung)
- Ortsumgehung Eschwege/Eltmannshausen und Eschwege/Niddawitzhausen, 4,2 km (vordringlicher Bedarf)
- Ortsumgehung Ludwigsau/Mecklar, 0,8 km (weiterer Bedarf)
- Ortsumgehung Eichenzell/Rothemann, 2,5 km, (weiterer Bedarf)
- Ortsumgehung Eichenzell/Döllbach, 2,2 km (weiterer Bedarf)

#### Bayern
- Verlegung und vierstreifiger Ausbau bei Höchberg (2. Bauabschnitt), 1,3 km (vordringlicher Bedarf, fertiggestellt)

#### Baden-Württemberg
- Ortsumgehung Offenau, 3,8 km (vordringlicher Bedarf)
- Ortsdurchfahrt Bad Friedrichshall-Jagstfeld, 1,0 km (vordringlicher Bedarf)
- sechsstreifiger Ausbau zwischen Anschlussstelle Aich und Anschlussstelle Leinfelden-Echterdingen, 8,2 km (vordringlicher Bedarf, in Planung)[16]
- vierstreifiger Neubau bei Tübingen-Bläsibad (Schindhaubasistunnel), 3,5 km (vordringlicher Bedarf, in Planung)
- vierstreifiger Neubau zwischen Nehren und Bodelshausen, 6,9 km (vordringlicher Bedarf, in Planung)
  - Planfeststellungsbeschluss am 12. Dezember 2024 erlassen, Variante 1g (Endelbergtrasse)[17]
- vierstreifiger Ausbau zwischen Donaueschingen und Hüfingen 5,4 km (in Bau)[18]
- Ortsumgehung Behla, 1,9 km (in Bau seit 2016, freigegeben am 17. Dezember 2018)[18][19]
- Ortsumgehung Zollhaus 1,0 km (vordringlicher Bedarf)
- Ortsumgehung Randen, 1,5 km (vordringlicher Bedarf)
- Ortsumgehung Jestetten, 3,9 km (vordringlicher Bedarf)

weiterer Bedarf:
- vierstreifiger Ausbau zwischen Bad Friedrichshall und der A 6, 4,3 km (weiterer Bedarf)
- zweistreifiger Neubau zwischen Balingen und Dotternhausen, 6,0 km (weiterer Bedarf)
- Ortsumgehung Neukirch, 1,1 km (weiterer Bedarf)
- Ortsumgehung Schömberg, 3,8 km (weiterer Bedarf)
- Ortsumgehung Neckarburken, 1,5 km (weiterer Bedarf)
- Ortsumgehung Hardheim, 2,1 km (weiterer Bedarf)

## Beachtenswerte Bauwerke
- Odertalbrücke der B 243 über der Anschlussstelle Bad Lauterberg-West
- Aichtalbrücke im vierstreifigen Abschnitt zwischen Stuttgart und Tübingen
- Die Materialseilbahn Dotternhausen–Plettenberg der Fa. Holcim überquert bei Dotternhausen die B 27